# Lucy Bertrand
Lucy Bertrand fou una soprano belga activa en la dècada del 1920 i 1930.
Va cantar als teatres d'òpera provincials de França i Bèlgica abans d'ingressar a La Monnaie de Brussel·les per a les temporades 1921-1927. El 1930 es va casar amb Jacques Béranger, director de teatre suís.
La Temporada 1932-1933 va cantar al Gran Teatre del Liceu de Barcelona.